# Kækjuskörð
Kækjuskörð är ett bergspass i republiken Island. Det ligger i regionen Austurland, 400 km öster om huvudstaden Reykjavík.
Trakten runt Kækjuskörð är nära nog obefolkad, med mindre än två invånare per kvadratkilometer. Närmaste större samhälle är Seyðisfjörður, omkring 32 kilometer sydost om Kækjuskörð. Trakten runt Kækjuskörð består i huvudsak av gräsmarker.